# Symphlebia obliquefasciatus
Symphlebia obliquefasciatus är en fjärilsart som beskrevs av Gottfried Christian Reich 1935. Symphlebia obliquefasciatus ingår i släktet Symphlebia och familjen björnspinnare. Inga underarter finns listade i Catalogue of Life.